# Spoorlijn 27C
Spoorlijn 27C is een Belgische industrielijn in de haven van Antwerpen. Hij loopt vanaf de aftakking Ekerse Dijk aan spoorlijn 27A naar Blok 10 in het vormingsstation Antwerpen-Noord.
De maximumsnelheid bedraagt 40 km/u.

## Aansluitingen
In de volgende plaatsen is of was er een aansluiting op de volgende spoorlijnen:
Y Ekerse Dijk
Spoorlijn 27A tussen Hoboken-Kapelstraat en Bundel Rhodesië
Y Muisbroek
Spoorlijn 27A/1 tussen Antwerpen Noord en Y Muisbroek
Y Oorderen
Spoorlijn 222 tussen Y Oorderen en Bundel Oorderen
Y Kruiske
Spoorlijn 224 tussen Antwerpen-Noord en Y Oost Δ Lillo
Y Oost Δ Lillo
Spoorlijn 224 tussen Antwerpen-Noord en Y Oost Δ Lillo
Spoorlijn 226B tussen Y Oost Δ Lillo en Bundel Berendrecht

## Verbindingsspoor
27C/1: Antwerpen-Noord - Y Oorderen (lijn 27C, lijn 224)